# Koča pri Savici
Koča pri Savici je horská chata nacházející se u parkoviště v Ukanci na konci silnice pod Komarčou západně od Bohinjského jezera v Julských Alpách, ve Slovinsku. Stavení je ve vlastnictví slovinského horského spolku PZS. Nad chatou se nachází vodopád Savica.

## Historie
Někdejší strážnice jugoslávské pohraniční stráže byla přestavěna na horskou chatu v roce 1951. V roce 1990 prošla renovací a byla rozšířena.

## Přístup
- po silnici z Bohinjske Bistrice přes Ribčev Laz a Ukanc - 14 km (20 minut autem 1¼ hodiny na kole)
- po  červené značce z Ukance - 1¼ hodiny

## Přechody
- po  červené značce na Bregarjevo zavetišče na planini Viševnik přes Komarču kolem Črneho jezera - 2¾ minut
- po  červené značce na Koču na Planini pri Jezeru přes Komarču kolem Črneho jezera - 3¼ hodiny
- po  červené značce na Koču pri Triglavskih jezerih přes Komarču a kolem Črneho jezera - 3¾ hodiny
- po  červené značce na Kosijev dom na Vogarju kolem Bohinjského jezera - 4 hodiny
- po  červené značce na Dom na Komni - 4½ hodiny
- po  červené značce na Koču pod Bogatinom - 5 hodin
- po  červené značce na chatu Merjasec přes Ukanc - 5 hodin

## Výstupy
- po  červené značce a placeném chodníku k vodopádu Savica - ½ hod.
- po  červené značce na Pršivec (1761 m) přes Komarču kolem Črneho jezera - 3¼ hod.
- po  červené značce na Vogel (1922 m) přes Ukanc - 6 hod.
- po  červené značce na Šiju (1880 m) přes Ukanc - 6¼ hod.